# Formuła 1 Sezon 2023
Sezon 2023 Formuły 1, oficjalnie FIA Formula One World Championship 2023 – 74. sezon Mistrzostw Świata Formuły 1. Tytuł mistrza świata kierowców po raz trzeci w karierze wywalczył Max Verstappen, a jego zespół Red Bull Racing zdobył mistrzostwo konstruktorów drugi raz z rzędu.

## Prezentacje samochodów
Źródło: www.formula1.com
| Samochód                      | Data prezentacji |
| ----------------------------- | ---------------- |
| Haas VF-23                    | 31 stycznia 2023 |
| Red Bull RB19                 | 3 lutego 2023    |
| Williams FW45                 | 6 lutego 2023    |
| Alfa Romeo C43                | 7 lutego 2023    |
| AlphaTauri AT04               | 11 lutego 2023   |
| Aston Martin AMR23            | 13 lutego 2023   |
| McLaren MCL60                 | 13 lutego 2023   |
| Ferrari SF-23                 | 14 lutego 2023   |
| Mercedes F1 W14 E Performance | 15 lutego 2023   |
| Alpine A523                   | 16 lutego 2023   |

## Lista startowa
| Zespół                                         | Konstruktor                  | Samochód             | Silnik (1.6l V6T)       | Opony | Nr | Kierowcy wyścigowi | Rundy        | Kierowcy rezerwowi                        |
| ---------------------------------------------- | ---------------------------- | -------------------- | ----------------------- | ----- | -- | ------------------ | ------------ | ----------------------------------------- |
| Oracle Red Bull Racing                         | Red Bull Racing-Honda RBPT   | RB19                 | Red Bull Honda RBPTH001 | P     | 1  | Max Verstappen     | 1-22         | Daniel Ricciardo Zane Maloney Liam Lawson |
| Oracle Red Bull Racing                         | Red Bull Racing-Honda RBPT   | RB19                 | Red Bull Honda RBPTH001 | P     | 11 | Sergio Pérez       | 1-22         | Daniel Ricciardo Zane Maloney Liam Lawson |
| Williams Racing                                | Williams-Mercedes            | FW45                 | Mercedes F1 M14         | P     | 2  | Logan Sargeant     | 1-22         |                                           |
| Williams Racing                                | Williams-Mercedes            | FW45                 | Mercedes F1 M14         | P     | 23 | Alexander Albon    | 1-22         |                                           |
| Scuderia AlphaTauri                            | AlphaTauri-Honda RBPT        | AT04                 | Red Bull Honda RBPTH001 | P     | 3  | Daniel Ricciardo   | 11-12, 18-22 | Liam Lawson                               |
| Scuderia AlphaTauri                            | AlphaTauri-Honda RBPT        | AT04                 | Red Bull Honda RBPTH001 | P     | 21 | Nyck de Vries      | 1-10         | Liam Lawson                               |
| Scuderia AlphaTauri                            | AlphaTauri-Honda RBPT        | AT04                 | Red Bull Honda RBPTH001 | P     | 22 | Yūki Tsunoda       | 1-22         | Liam Lawson                               |
| Scuderia AlphaTauri                            | AlphaTauri-Honda RBPT        | AT04                 | Red Bull Honda RBPTH001 | P     | 40 | Liam Lawson        | 13-17        | Liam Lawson                               |
| McLaren F1 Team                                | McLaren-Mercedes             | MCL60                | Mercedes F1 M14         | P     | 4  | Lando Norris       | 1-22         | Álex Palou Mick Schumacher                |
| McLaren F1 Team                                | McLaren-Mercedes             | MCL60                | Mercedes F1 M14         | P     | 81 | Oscar Piastri      | 1-22         | Álex Palou Mick Schumacher                |
| BWT Alpine F1 Team                             | Alpine-Renault               | A523                 | Renault RE23            | P     | 10 | Pierre Gasly       | 1-22         | Jack Doohan                               |
| BWT Alpine F1 Team                             | Alpine-Renault               | A523                 | Renault RE23            | P     | 31 | Esteban Ocon       | 1-22         | Jack Doohan                               |
| Aston Martin Aramco Cognizant Formula One Team | Aston Martin Aramco-Mercedes | AMR23                | Mercedes F1 M14         | P     | 14 | Fernando Alonso    | 1-22         | Felipe Drugovich Stoffel Vandoorne        |
| Aston Martin Aramco Cognizant Formula One Team | Aston Martin Aramco-Mercedes | AMR23                | Mercedes F1 M14         | P     | 18 | Lance Stroll       | 1-22         | Felipe Drugovich Stoffel Vandoorne        |
| Scuderia Ferrari                               | Ferrari                      | SF-23                | Ferrari 066/10          | P     | 16 | Charles Leclerc    | 1-22         | Antonio Giovinazzi Robert Szwarcman       |
| Scuderia Ferrari                               | Ferrari                      | SF-23                | Ferrari 066/10          | P     | 55 | Carlos Sainz Jr.   | 1-22         | Antonio Giovinazzi Robert Szwarcman       |
| MoneyGram Haas F1 Team                         | Haas-Ferrari                 | VF-23                | Ferrari 066/10          | P     | 20 | Kevin Magnussen    | 1-22         | Pietro Fittipaldi                         |
| MoneyGram Haas F1 Team                         | Haas-Ferrari                 | VF-23                | Ferrari 066/10          | P     | 27 | Nico Hülkenberg    | 1-22         | Pietro Fittipaldi                         |
| Alfa Romeo F1 Team Stake                       | Alfa Romeo-Ferrari           | C43                  | Ferrari 066/10          | P     | 24 | Zhou Guanyu        | 1-22         | Théo Pourchaire                           |
| Alfa Romeo F1 Team Stake                       | Alfa Romeo-Ferrari           | C43                  | Ferrari 066/10          | P     | 77 | Valtteri Bottas    | 1-22         | Théo Pourchaire                           |
| Mercedes-AMG Petronas Formula One Team         | Mercedes                     | F1 W14 E Performance | Mercedes F1 M14         | P     | 44 | Lewis Hamilton     | 1-22         | Mick Schumacher Frederik Vesti            |
| Mercedes-AMG Petronas Formula One Team         | Mercedes                     | F1 W14 E Performance | Mercedes F1 M14         | P     | 63 | George Russell     | 1-22         | Mick Schumacher Frederik Vesti            |
| Zespół                                         | Konstruktor                  | Samochód             | Silnik (1.6l V6T)       | Opony | Nr | Kierowcy wyścigowi | Rundy        | Kierowcy rezerwowi                        |

### Piątkowi kierowcy
Jeśli kierowca brał udział w piątkowym treningu, symbol oznacza, którego z kierowców wyścigowych zastąpił.

Udział kierowcy w całym weekendzie wyścigowym zaznaczono przez pogrubioną nazwę zespołu, w którym startował.
| Kierowca         | Nr | Zespół          | Bahrajn | Arabia Saudyjska | Australia | Azerbejdżan | Stany Zjednoczone | Monako | Hiszpania | Kanada | Austria | Wielka Brytania | Węgry | Belgia | Holandia   | Włochy     | Singapur   | Japonia    | Katar      | Stany Zjednoczone | Meksyk |  | Stany Zjednoczone |     |
| ---------------- | -- | --------------- | ------- | ---------------- | --------- | ----------- | ----------------- | ------ | --------- | ------ | ------- | --------------- | ----- | ------ | ---------- | ---------- | ---------- | ---------- | ---------- | ----------------- | ------ |  | ----------------- | --- |
| Pato O'Ward      | 29 | McLaren         |         |                  |           |             |                   |        |           |        |         |                 |       |        |            |            |            |            |            |                   |        |  |                   | NOR |
| Felipe Drugovich | 34 | Aston Martin    |         |                  |           |             |                   |        |           |        |         |                 |       |        |            | STR        |            |            |            |                   |        |  |                   | ALO |
| Jake Dennis      | 36 | Red Bull Racing |         |                  |           |             |                   |        |           |        |         |                 |       |        |            |            |            |            |            |                   |        |  |                   | VER |
| Isack Hadjar     | 37 | Red Bull Racing |         |                  |           |             |                   |        |           |        |         |                 |       |        |            |            |            |            |            |                   |        |  |                   | PER |
| Robert Szwarcman | 39 | Ferrari         |         |                  |           |             |                   |        |           |        |         |                 |       |        | SAI        |            |            |            |            |                   |        |  |                   | LEC |
| Liam Lawson      | 40 | AlphaTauri      |         |                  |           |             |                   |        |           |        |         |                 |       |        | AlphaTauri | AlphaTauri | AlphaTauri | AlphaTauri | AlphaTauri |                   |        |  |                   |     |
| Isack Hadjar     | 41 | AlphaTauri      |         |                  |           |             |                   |        |           |        |         |                 |       |        |            |            |            |            |            |                   | TSU    |  |                   |     |
| Frederik Vesti   | 42 | Mercedes        |         |                  |           |             |                   |        |           |        |         |                 |       |        |            |            |            |            |            |                   | RUS    |  |                   | HAM |
| Zak O'Sullivan   | 45 | Williams        |         |                  |           |             |                   |        |           |        |         |                 |       |        |            |            |            |            |            |                   |        |  |                   | ALB |
| Oliver Bearman   | 50 | Haas            |         |                  |           |             |                   |        |           |        |         |                 |       |        |            |            |            |            |            |                   | MAG    |  |                   | HUL |
| Jack Doohan      | 61 | Alpine          |         |                  |           |             |                   |        |           |        |         |                 |       |        |            |            |            |            |            |                   | GAS    |  |                   | OCO |
| Théo Pourchaire  | 98 | Alfa Romeo      |         |                  |           |             |                   |        |           |        |         |                 |       |        |            |            |            |            |            |                   | BOT    |  |                   | ZHO |

### Przed rozpoczęciem sezonu

#### Zmiany wśród zespołów
- Firma MoneyGram International została sponsorem tytularnym ekipy Haas[29].
- Po sezonie 2022 PKN Orlen przestał być sponsorem tytularnym ekipy Alfa Romeo, a od sezonu 2023 jego miejsce zastąpiła firma z branży rozrywkowej Stake.com. Orlen natomiast został głównym sponsorem Scuderia AlphaTauri[34].

#### Zmiany wśród kierowców
- Po sezonie 2022, Sebastian Vettel zakończył starty w Formule 1[41]. Jego miejsce w zespole Aston Martin zajął Fernando Alonso[23].
- W związku z odejściem Alonso do Astona Martina, pierwotnie partnerem zespołowym Estebana Ocona w ekipie Alpine miał być Oscar Piastri[42]. Kierowca zdementował jednak te informacje[43].  Ostatecznie kokpit po Alonso przejął Pierre Gasly[20].
- Nyck de Vries zastąpił Pierre’a Gasly’ego w zespole Scuderia AlphaTauri[11].
- Po sezonie 2022, Daniel Ricciardo opuścił McLarena[44]. Jego miejsce zajął Oscar Piastri[17].
- Po trzech sezonach współpracy, Nicholas Latifi opuścił zespół Williams[45]. Jego miejsce zajął Logan Sargeant[9]
- Nico Hülkenberg zastąpił Micka Schumachera w Haasie[32].

#### Zmiany w trakcie sezonu
- Po Grand Prix Wielkiej Brytanii, AlphaTauri ogłosiło rozwiązanie kontraktu z Nyckiem de Vriesem – jego zastępcą został Daniel Ricciardo[11].
- Podczas drugiego treningu do Grand Prix Holandii, Daniel Ricciardo miał wypadek, w rezultacie którego złamał kość śródręcza lewej dłoni – w pozostałej części weekendu oraz podczas następnych czterech rund (Włochy, Singapur, Japonia i Katar) zastąpił go Liam Lawson[14][46][47]. Ricciardo powrócił do ścigania podczas Grand Prix Stanów Zjednoczonych.

## Testy przedsezonowe
Testy przedsezonowe odbyły się w Bahrajnie na torze Bahrain International Circuit w dniach 23–25 lutego. Nie wystąpił w nich kierowca Astona Martina, Lance Stroll, po wypadku rowerowym. Został on zastąpiony przez Felipe Drugovicha.
| Zespół       | Dzień 1                     | Dzień 2                     | Dzień 3                     |
| ------------ | --------------------------- | --------------------------- | --------------------------- |
| Red Bull     | M. Verstappen               | S. Pérez/ M. Verstappen     | S. Pérez                    |
| Ferrari      | C. Sainz Jr./ Ch. Leclerc   | C. Sainz Jr./ Ch. Leclerc   | Ch. Leclerc/ C. Sainz Jr.   |
| Mercedes     | G. Russell/ L. Hamilton     | L. Hamilton/ G. Russell     | G. Russell/ L. Hamilton     |
| Alpine       | P. Gasly/ E. Ocon           | E. Ocon/P. Gasly            | P. Gasly/ E. Ocon           |
| McLaren      | O. Piastri/ L. Norris       | L. Norris/ O. Piastri       | O. Piastri/ L. Norris       |
| Alfa Romeo   | Z. Guanyu/ V. Bottas        | Z. Guanyu                   | V. Bottas                   |
| Aston Martin | F. Drugovich/ F. Alonso     | F. Alonso                   | F. Drugovich/ F. Alonso     |
| Haas         | N. Hülkenberg/ K. Magnussen | K. Magnussen/ N. Hülkenberg | N. Hülkenberg/ K. Magnussen |
| AlphaTauri   | Y. Tsunoda/ N. de Vries     | Y. Tsunoda/ N. de Vries     | N. de Vries/ Y. Tsunoda     |
| Williams     | A. Albon/ L. Sargeant       | L. Sargeant                 | A. Albon                    |

## Kalendarz
Poniższa lista obejmuje Grand Prix, które znalazły się w kalendarzu na sezon 2023, ogłoszonym 22 września 2022.
| 1 | 2 | 3 | 4 |
| --- | --- | --- | --- |
| Grand Prix Bahrajnu 3–5 marca Szczegółowy rezultatPP: M. Verstappen (Red Bull) P1: M. Verstappen (Red Bull) NO: Zhou G. (Alfa Romeo)             | Grand Prix Arabii Saudyjskiej 17–19 marca Szczegółowy rezultatPP: S. Pérez (Red Bull) P1: S. Pérez (Red Bull) NO: M. Verstappen (Red Bull)        | Grand Prix Australii 31 marca–2 kwietnia Szczegółowy rezultatPP: M. Verstappen (Red Bull) P1: M. Verstappen (Red Bull) NO: S. Pérez (Red Bull)    | Grand Prix Azerbejdżanu 28–30 kwietnia Szczegółowy rezultatPP: Ch. Leclerc (Ferrari) P1: S. Pérez (Red Bull) NO: G. Russell (Mercedes)       |
| 5 | 6 | 7 | 8 |
| Grand Prix Miami 5–7 maja Szczegółowy rezultatPP: S. Pérez (Red Bull) P1: M. Verstappen (Red Bull) NO: M. Verstappen (Red Bull)                  | Grand Prix Monako 26–28 maja Szczegółowy rezultatPP: M. Verstappen (Red Bull) P1: M. Verstappen (Red Bull) NO: L. Hamilton (Mercedes)             | Grand Prix Hiszpanii 2–4 czerwca Szczegółowy rezultatPP: M. Verstappen (Red Bull) P1: M. Verstappen (Red Bull) NO: M. Verstappen (Red Bull)       | Grand Prix Kanady 16–18 czerwca Szczegółowy rezultatPP: M. Verstappen (Red Bull) P1: M. Verstappen (Red Bull) NO: S. Pérez (Red Bull)        |
| 9 | 10 | 11 | 12 |
| Grand Prix Austrii 30 czerwca–2 lipca Szczegółowy rezultatPP: M. Verstappen (Red Bull) P1: M. Verstappen (Red Bull) NO: M. Verstappen (Red Bull) | Grand Prix Wielkiej Brytanii 7–9 lipca Szczegółowy rezultatPP: M. Verstappen (Red Bull) P1: M. Verstappen (Red Bull) NO: M. Verstappen (Red Bull) | Grand Prix Węgier 21–23 lipca Szczegółowy rezultatPP: L. Hamilton (Mercedes) P1: M. Verstappen (Red Bull) NO: M. Verstappen (Red Bull)            | Grand Prix Belgii 28–30 lipca Szczegółowy rezultatPP: Ch. Leclerc (Ferrari) P1: M. Verstappen (Red Bull) NO: L. Hamilton (Mercedes)          |
| 13 | 14 | 15 | 16 |
| Grand Prix Holandii 25–27 sierpnia Szczegółowy rezultatPP: M. Verstappen (Red Bull) P1: M. Verstappen (Red Bull) NO: F. Alonso (Aston Martin)    | Grand Prix Włoch 1–3 września Szczegółowy rezultatPP: C. Sainz Jr. (Ferrari) P1: M. Verstappen (Red Bull) NO: O. Piastri (McLaren)                | Grand Prix Singapuru 15–17 września Szczegółowy rezultatPP: C. Sainz Jr. (Ferrari) P1: C. Sainz Jr. (Ferrari) NO: L. Hamilton (Mercedes)          | Grand Prix Japonii 22–24 września Szczegółowy rezultatPP: M. Verstappen (Red Bull) P1: M. Verstappen (Red Bull) NO: M. Verstappen (Red Bull) |
| 17 | 18 | 19 | 20 |
| Grand Prix Kataru 6–8 października Szczegółowy rezultatPP: M. Verstappen (Red Bull) P1: M. Verstappen (Red Bull) NO: M. Verstappen (Red Bull)    | Grand Prix USA 20–22 października Szczegółowy rezultatPP: Ch. Leclerc (Ferrari) P1: M. Verstappen (Red Bull) NO: Y. Tsunoda (AlphaTauri)          | Grand Prix Miasta Meksyk 27–29 października Szczegółowy rezultatPP: Ch. Leclerc (Ferrari) P1: M. Verstappen (Red Bull) NO: L. Hamilton (Mercedes) | Grand Prix São Paulo 3–5 listopada Szczegółowy rezultatPP: M. Verstappen (Red Bull) P1: M. Verstappen (Red Bull) NO: L. Norris (McLaren)     |
| 21 | 22 | | |
| Grand Prix Las Vegas 17–19 listopada Szczegółowy rezultatPP: Ch. Leclerc (Ferrari) P1: M. Verstappen (Red Bull) NO: O. Piastri (McLaren)         | Grand Prix Abu Zabi 24–26 listopada Szczegółowy rezultatPP: M. Verstappen (Red Bull) P1: M. Verstappen (Red Bull) NO: M. Verstappen (Red Bull)    | | |

### Zmiany w kalendarzu

#### Przed sezonem
- Po 41 latach do kalendarza powrócił wyścig o Grand Prix Las Vegas[49]. Po raz pierwszy od 1982 odbyły się trzy wyścigi w Stanach Zjednoczonych, zaś po raz pierwszy od Grand Prix Południowej Afryki 1985 wyścig odbył się w sobotę czasu lokalnego[49].
- Do kalendarza miał powrócić wyścig o Grand Prix Chin, ale z powodu wciąż trwającej pandemii koronawirusa wyścig został odwołany[50].
- Do kalendarza powrócił wyścig o Grand Prix Kataru (po rocznej przerwie spowodowanej organizacją Mistrzostw Świata w Piłce Nożnej)[48].
- Po sezonie 2022 zdjęto wyścig o Grand Prix Francji[51]. Organizator wyścigu na Circuit Paul Ricard nie wykluczył powrotu do kalendarza rotacyjnie z inną rundą Formuły 1[51].
- Wyścig o Grand Prix Azerbejdżanu przeniesiono z czerwca na kwiecień[48].
- Wyścig o Grand Prix Hiszpanii przeniesiono z maja na czerwiec[48].
- Wyścig o Grand Prix Belgii przeniesiono z sierpnia na lipiec i stanie się ostatnią eliminacją przed wakacyjną przerwą[48].
- Wyścig o Grand Prix Rosji (który miał kontrakt do 2025 roku) miał zostać przeniesiony z obiektu Sochi Autodrom na tor Igora Drive, niedaleko Sankt Petersburga[52]. W związku z rosyjską inwazją na Ukrainę, władze Formuły 1 rozwiązały kontrakt z promotorem wyścigu w Rosji[53].

#### W trakcie sezonu
- Wyścig o Grand Prix Emilii-Romanii został odwołany z powodu poważnych powodzi we włoskim regionie[54].

### Transmisja w Polsce
Od sezonu 2023 po raz pierwszy w Polsce pełne prawa do transmisji serii posiada internetowy serwis streamingowy Viaplay. Polski oddział Viaplay będzie transmitował wszystkie sesje każdego wyścigu sezonu. Niektóre będą nadawane w jakości Full HD. Transfer praw do Viaplay oznacza, że Formuła 1 nie będzie pokazywana w tradycyjnej telewizji. To duża zmiana na polskim rynku nadawców. W latach 2016–2022 prawa do transmisji wyścigów Formuły 1 posiadała stacja Eleven Sports. W ramach umowy nadawca transmitował wyścigi, kwalifikacje, sesje treningowe, studia do wszystkich sesji oraz magazyny.

## Klasyfikacje
| Legenda oznaczeń w tabelach wyników Wyświetl szablon na nowej stronie | Legenda oznaczeń w tabelach wyników Wyświetl szablon na nowej stronie                                                                     |
| Oznaczenie                                                            | Wyjaśnienie |
| --------------------------------------------------------------------- | --- |
| Złoty                                                                 | Zwycięzca lub mistrzostwo |
| Srebrny                                                               | 2. miejsce lub wicemistrzostwo |
| Brązowy                                                               | 3. miejsce lub II wicemistrzostwo |
| Zielony                                                               | Ukończył, punktował (w klasyfikacji generalnej, gdy zdobył co najmniej jeden punkt na przestrzeni sezonu, poza trzema powyższymi opcjami) |
| Niebieski                                                             | Ukończył, nie punktował (w klasyfikacji generalnej, gdy nie zdobył co najmniej jednego punktu na przestrzeni sezonu)                      |
| Czerwony                                                              | Nie zakwalifikował się (NZ) |
| Czerwony                                                              | Nie prekwalifikował się (NPK) |
| Różowy                                                                | Nie ukończył (NU) |
| Różowy                                                                | Niesklasyfikowany (NS) (w klasyfikacji generalnej, gdy nie został sklasyfikowany w żadnym wyścigu sezonu)                                 |
| Czarny                                                                | Zdyskwalifikowany (DK) |
| Czarny                                                                | Wykluczony (WYK/EX) |
| Biały                                                                 | Nie wystartował (NW) |
| Biały                                                                 | Kontuzjowany (K/INJ) |
| Biały                                                                 | Wyścig odwołany (OD/C) |
| Bez koloru                                                            | Został wycofany (WYC/WD) |
| Bez koloru                                                            | Nie przybył (NP/DNA) |
| Bez koloru                                                            | Nie brał udziału w treningach (NT/DNP) |
| Bez koloru                                                            | Nie został zgłoszony (–) |
| Pogrubienie                                                           | Start z pole position |
| Kursywa                                                               | Najszybsze okrążenie wyścigu |
| †                                                                     | Nie ukończył, ale jego rezultat został zaliczony ze względu na przejechanie więcej niż 90% dystansu wyścigu.                              |
| *                                                                     | Sezon w trakcie |
| 1/2/3                                                                 | Punktowana pozycja w sprincie |
| Lista systemów punktacji Formuły 1                                    | |

### Kierowcy
| Poz.    | Kierowca         | Konstruktor         | Bahrajn | Arabia Saudyjska | Australia | Azerbejdżan | Stany Zjednoczone | Monako | Hiszpania | Kanada | Austria | Wielka Brytania | Węgry | Belgia | Holandia | Włochy | Singapur | Japonia | Katar | Stany Zjednoczone | Meksyk |     | Stany Zjednoczone |     | Pkt. |
| ------- | ---------------- | ------------------- | ------- | ---------------- | --------- | ----------- | ----------------- | ------ | --------- | ------ | ------- | --------------- | ----- | ------ | -------- | ------ | -------- | ------- | ----- | ----------------- | ------ | --- | ----------------- | --- | ---- |
| 1       | Max Verstappen   | Red Bull Racing     | 1       | 2                | 1         | 23          | 1                 | 1      | 1         | 1      | 1       | 1               | 1     | 1      | 1        | 1      | 5        | 1       | 12    | 1                 | 1      | 1   | 1                 | 1   | 575  |
| 2       | Sergio Pérez     | Red Bull Racing     | 2       | 1                | 5         | 1           | 2                 | 16     | 4         | 6      | 32      | 6               | 3     | 2      | 4        | 2      | 8        | NU      | 10    | 45                | NU     | 43  | 3                 | 4   | 285  |
| 3       | Lewis Hamilton   | Mercedes            | 5       | 5                | 2         | 67          | 6                 | 4      | 2         | 3      | 8       | 3               | 4     | 47     | 6        | 6      | 3        | 5       | NU5   | DK2               | 2      | 87  | 7                 | 9   | 234  |
| 4       | Fernando Alonso  | Aston Martin Aramco | 3       | 3                | 3         | 46          | 3                 | 2      | 7         | 2      | 5       | 7               | 9     | 5      | 2        | 9      | 15       | 8       | 68    | NU                | NU     | 3   | 9                 | 7   | 206  |
| 5       | Charles Leclerc  | Ferrari             | NU      | 7                | NU        | 32          | 7                 | 6      | 12        | 4      | 2       | 9               | 7     | 35     | NU       | 4      | 4        | 4       | 5     | DK3               | 3      | NW5 | 2                 | 2   | 206  |
| 6       | Lando Norris     | McLaren             | 17      | 17               | 6         | 9           | 17                | 9      | 17        | 13     | 4       | 2               | 2     | 76     | 7        | 8      | 2        | 2       | 3     | 24                | 5      | 2   | NU                | 5   | 205  |
| 7       | Carlos Sainz Jr. | Ferrari             | 4       | 6                | 12        | 5           | 5                 | 8      | 5         | 5      | 63      | 10              | 8     | NU4    | 5        | 3      | 1        | 6       | NW6   | 36                | 4      | 68  | 6                 | 18† | 200  |
| 8       | George Russell   | Mercedes            | 7       | 4                | NU        | 84          | 4                 | 5      | 3         | NU     | 78      | 5               | 6     | 68     | 17       | 5      | 16†      | 7       | 4     | 58                | 6      | NU4 | 8                 | 3   | 175  |
| 9       | Oscar Piastri    | McLaren             | NU      | 15               | 8         | 11          | 19                | 10     | 13        | 11     | 16      | 4               | 5     | NU2    | 9        | 12     | 7        | 3       | 21    | NU                | 8      | 14  | 10                | 6   | 97   |
| 10      | Lance Stroll     | Aston Martin Aramco | 6       | NU               | 4         | 78          | 12                | NU     | 6         | 9      | 94      | 14              | 10    | 9      | 11       | 14     | WYC      | NU      | 11    | 7                 | 17†    | 5   | 5                 | 10  | 74   |
| 11      | Pierre Gasly     | Alpine              | 9       | 9                | 13†       | 14          | 8                 | 7      | 10        | 12     | 10      | 18†             | NU    | 113    | 3        | 16     | 6        | 9       | 12    | 67                | 11     | 7   | 11                | 13  | 62   |
| 12      | Esteban Ocon     | Alpine              | NU      | 8                | 14†       | 15          | 9                 | 3      | 8         | 8      | 147     | NU              | NU    | 8      | 10       | NU     | NU       | 10      | 7     | NU                | 10     | 10  | 4                 | 12  | 58   |
| 13      | Alexander Albon  | Williams            | 10      | NU               | NU        | 12          | 14                | 14     | 16        | 7      | 11      | 8               | 11    | 14     | 8        | 7      | 11       | NU      | 137   | 9                 | 9      | NU  | 12                | 14  | 27   |
| 14      | Yūki Tsunoda     | AlphaTauri          | 11      | 11               | 10        | 10          | 11                | 15     | 12        | 14     | 19      | 16              | 15    | 10     | 15       | NW     | NU       | 12      | 15    | 8                 | 12     | 96  | 18†               | 8   | 17   |
| 15      | Valtteri Bottas  | Alfa Romeo          | 8       | 18               | 11        | 18          | 13                | 11     | 19        | 10     | 15      | 12              | 12    | 12     | 14       | 10     | NU       | NU      | 8     | 12                | 14     | NU  | 17                | 19  | 10   |
| 16      | Nico Hülkenberg  | Haas                | 15      | 12               | 7         | 17          | 15                | 17     | 15        | 15     | NU6     | 13              | 14    | 18     | 12       | 17     | 13       | 14      | 16    | 11                | 13     | 12  | 19†               | 15  | 9    |
| 17      | Daniel Ricciardo | AlphaTauri          | –       | –                | –         | –           | –                 | –      | –         | –      | –       | –               | 13    | 16     | WYC      | –      | –        | –       | –     | 15                | 7      | 13  | 14                | 11  | 6    |
| 18      | Zhou Guanyu      | Alfa Romeo          | 16      | 13               | 9         | NU          | 16                | 13     | 9         | 16     | 12      | 15              | 16    | 13     | NU       | 15     | 12       | 13      | 9     | 13                | 15     | NU  | 15                | 17  | 6    |
| 19      | Kevin Magnussen  | Haas                | 13      | 10               | 17†       | 13          | 10                | 19†    | 18        | 17     | 18      | NU              | 17    | 15     | 16       | 18     | 10       | 15      | 14    | 14                | NU     | NU  | 13                | 20  | 3    |
| 20      | Liam Lawson      | AlphaTauri          | –       | –                | –         | –           | –                 | –      | –         | –      | –       | –               | –     | –      | 13       | 11     | 9        | 11      | 17    | –                 | –      | –   | –                 | –   | 2    |
| 21      | Logan Sargeant   | Williams            | 12      | 16               | 16†       | 16          | 20                | 18     | 20        | NU     | 13      | 11              | 18†   | 17     | NU       | 13     | 14       | NU      | NU    | 10                | 16†    | 11  | 16                | 16  | 1    |
| 22      | Nyck de Vries    | AlphaTauri          | 14      | 14               | 15†       | NU          | 18                | 12     | 14        | 18     | 17      | 17              | –     | –      | –        | –      | –        | –       | –     | –                 | –      | –   | –                 | –   | 0    |
| Poz.    | Kierowca         | Konstruktor         | Bahrajn | Arabia Saudyjska | Australia | Azerbejdżan | Stany Zjednoczone | Monako | Hiszpania | Kanada | Austria | Wielka Brytania | Węgry | Belgia | Holandia | Włochy | Singapur | Japonia | Katar | Stany Zjednoczone | Meksyk |     | Stany Zjednoczone |     | Pkt. |
| Źródło: |                  |                     |         |                  |           |             |                   |        |           |        |         |                 |       |        |          |        |          |         |       |                   |        |     |                   |     |      |

### Konstruktorzy
| Poz.    | Konstruktor                  | Nr | Bahrajn | Arabia Saudyjska | Australia | Azerbejdżan | Stany Zjednoczone | Monako | Hiszpania | Kanada | Austria | Wielka Brytania | Węgry | Belgia | Holandia | Włochy | Singapur | Japonia | Katar | Stany Zjednoczone | Meksyk |     | Stany Zjednoczone |     | Pkt. |
| ------- | ---------------------------- | -- | ------- | ---------------- | --------- | ----------- | ----------------- | ------ | --------- | ------ | ------- | --------------- | ----- | ------ | -------- | ------ | -------- | ------- | ----- | ----------------- | ------ | --- | ----------------- | --- | ---- |
| 1       | Red Bull Racing-Honda RBPT   | 1  | 1       | 2                | 1         | 23          | 1                 | 1      | 1         | 1      | 1       | 1               | 1     | 1      | 1        | 1      | 5        | 1       | 12    | 1                 | 1      | 1   | 1                 | 1   | 860  |
| 1       | Red Bull Racing-Honda RBPT   | 11 | 2       | 1                | 5         | 1           | 2                 | 16     | 4         | 6      | 32      | 6               | 3     | 2      | 4        | 2      | 8        | NU      | 10    | 45                | NU     | 43  | 3                 | 4   | 860  |
| 2       | Mercedes                     | 44 | 5       | 5                | 2         | 67          | 6                 | 4      | 2         | 3      | 8       | 3               | 4     | 47     | 6        | 6      | 3        | 5       | NU5   | DK2               | 2      | 87  | 7                 | 9   | 409  |
| 2       | Mercedes                     | 63 | 7       | 4                | NU        | 84          | 4                 | 5      | 3         | NU     | 78      | 5               | 6     | 68     | 17       | 5      | 16†      | 7       | 4     | 58                | 6      | NU4 | 8                 | 3   | 409  |
| 3       | Ferrari                      | 16 | NU      | 7                | NU        | 32          | 7                 | 6      | 12        | 4      | 2       | 9               | 7     | 35     | NU       | 4      | 4        | 4       | 5     | DK3               | 3      | NW5 | 2                 | 2   | 406  |
| 3       | Ferrari                      | 55 | 4       | 6                | 12        | 5           | 5                 | 8      | 5         | 5      | 63      | 10              | 8     | NU4    | 5        | 3      | 1        | 6       | NW6   | 36                | 4      | 68  | 6                 | 18† | 406  |
| 4       | McLaren-Mercedes             | 4  | 17      | 17               | 6         | 9           | 17                | 9      | 17        | 13     | 4       | 2               | 2     | 76     | 7        | 8      | 2        | 2       | 3     | 24                | 5      | 2   | NU                | 5   | 302  |
| 4       | McLaren-Mercedes             | 81 | NU      | 15               | 8         | 11          | 19                | 10     | 13        | 11     | 16      | 4               | 5     | NU2    | 9        | 12     | 7        | 3       | 21    | NU                | 8      | 14  | 10                | 6   | 302  |
| 5       | Aston Martin Aramco-Mercedes | 14 | 3       | 3                | 3         | 46          | 3                 | 2      | 7         | 2      | 5       | 7               | 9     | 5      | 2        | 9      | 15       | 8       | 68    | NU                | NU     | 3   | 9                 | 7   | 280  |
| 5       | Aston Martin Aramco-Mercedes | 18 | 6       | NU               | 4         | 78          | 12                | NU     | 6         | 9      | 94      | 14              | 10    | 9      | 11       | 14     | WYC      | NU      | 11    | 7                 | 17†    | 5   | 5                 | 10  | 280  |
| 6       | Alpine-Renault               | 10 | 9       | 9                | 13†       | 14          | 8                 | 7      | 10        | 12     | 10      | 18†             | NU    | 113    | 3        | 16     | 6        | 9       | 12    | 67                | 11     | 7   | 11                | 13  | 120  |
| 6       | Alpine-Renault               | 31 | NU      | 8                | 14†       | 15          | 9                 | 3      | 8         | 8      | 147     | NU              | NU    | 8      | 10       | NU     | NU       | 10      | 7     | NU                | 10     | 10  | 4                 | 12  | 120  |
| 7       | Williams-Mercedes            | 23 | 10      | NU               | NU        | 12          | 14                | 14     | 16        | 7      | 11      | 8               | 11    | 14     | 8        | 7      | 11       | NU      | 137   | 9                 | 9      | NU  | 12                | 14  | 28   |
| 7       | Williams-Mercedes            | 2  | 12      | 16               | 16†       | 16          | 20                | 18     | 20        | NU     | 13      | 11              | 18†   | 17     | NU       | 11     | 14       | NU      | NU    | 10                | 16†    | 11  | 16                | 16  | 28   |
| 8       | AlphaTauri-Honda RBPT        | 22 | 11      | 11               | 10        | 10          | 11                | 15     | 12        | 14     | 19      | 16              | 15    | 10     | 15       | NW     | NU       | 12      | 15    | 8                 | 12     | 96  | 18†               | 8   | 25   |
| 8       | AlphaTauri-Honda RBPT        | 3  | –       | –                | –         | –           | –                 | –      | –         | –      | –       | –               | 13    | 16     | WYC      | –      | –        | –       | –     | 15                | 7      | 13  | 14                | 11  | 25   |
| 8       | AlphaTauri-Honda RBPT        | 40 | –       | –                | –         | –           | –                 | –      | –         | –      | –       | –               | –     | –      | 13       | 13     | 9        | 11      | 17    | –                 | –      | –   | –                 | –   | 25   |
| 8       | AlphaTauri-Honda RBPT        | 21 | 14      | 14               | 15†       | NU          | 18                | 12     | 14        | 18     | 17      | 17              | –     | –      | –        | –      | –        | –       | –     | –                 | –      | –   | –                 | –   | 25   |
| 9       | Alfa Romeo-Ferrari           | 77 | 8       | 18               | 11        | 18          | 13                | 11     | 19        | 10     | 15      | 12              | 12    | 12     | 14       | 10     | NU       | NU      | 8     | 12                | 14     | NU  | 17                | 19  | 16   |
| 9       | Alfa Romeo-Ferrari           | 24 | 16      | 13               | 9         | NU          | 16                | 13     | 9         | 16     | 12      | 15              | 16    | 13     | NU       | 15     | 12       | 13      | 9     | 13                | 15     | NU  | 15                | 17  | 16   |
| 10      | Haas-Ferrari                 | 27 | 15      | 12               | 7         | 17          | 15                | 17     | 15        | 15     | NU6     | 13              | 14    | 18     | 12       | 17     | 13       | 14      | 16    | 11                | 13     | 12  | 19†               | 15  | 12   |
| 10      | Haas-Ferrari                 | 20 | 13      | 10               | 17†       | 13          | 10                | 19†    | 18        | 17     | 18      | NU              | 17    | 15     | 16       | 18     | 10       | 15      | 14    | 14                | NU     | NU  | 13                | 20  | 12   |
| Poz.    | Konstruktor                  | Nr | Bahrajn | Arabia Saudyjska | Australia | Azerbejdżan | Stany Zjednoczone | Monako | Hiszpania | Kanada | Austria | Wielka Brytania | Węgry | Belgia | Holandia | Włochy | Singapur | Japonia | Katar | Stany Zjednoczone | Meksyk |     | Stany Zjednoczone |     | Pkt. |
| Źródło: |                              |    |         |                  |           |             |                   |        |           |        |         |                 |       |        |          |        |          |         |       |                   |        |     |                   |     |      |